# ジンジン
ジンジン（JinJin、ハングル：진진、1996年3月15日 - ）は、韓国のラッパー、歌手、ダンサー、モデル。音楽グループ、ASTROのメンバー、リーダーである。本名、パク・ジヌ（ハングル: 박진우、英：Park Jin-woo）。

## 概要
京畿道高陽市一山生まれ。実用的なダンスを中心に韓林演芸芸術高等学校に通い、首席で卒業した。さらに、イルサンのニューヨークダンスアカデミーに通い、さまざまなダンスコンテストに参加した。

## 来歴

### デビュー前
ジンジンは、ASTROでデビューする前からFantagioで2年間の研修生をしていた。

### ASTROとして、ソロ活動
2016年2月23日、ASTROのメンバーとしてデビューする。
2022年2月に体調不良により病院に入院したが、その後も体調が優れず、一部スケジュールを延期し、休息を取っていた。現在は退院している。

## 作詞・作曲
| 資格          | 年   | 収録アルバム                 |
| ------------- | ---- | ---------------------------- |
| "Like a King" | 2018 | FM2018_12Hz                  |
| "Mad Max"     | 2018 | The 2nd ASTROAD to SEOUL DVD |

### インターネットテレビ
| 年   | 資格                    | 担当        | 担当                  |
| ---- | ----------------------- | ----------- | --------------------- |
| 2015 | To be Continued         | JinJin      | MBC Every1            |
| 2016 | My Romantic Some Recipe | 招待(Ep 6)  | Naver TVCast          |
| 2017 | Sweet Revenge           | JinJin      | Oksusu                |
| 2019 | Soul Plate              | Angel Ariel | Naver TVCast, YouTube |

### バラエティs
| 年   | 資格                     | 収録アルバム | 担当      |
| ---- | ------------------------ | ------------ | --------- |
| 2019 | Go Together Travel Alone | TV Chosun    | Main Cast |

## 出演

### 舞台
- SHOW×MUSICAL『ドリームハイ』（2025年4月11日 - 27日、シアターH） - 主演・ソン・サムドン 役[3]